# Christabel Pankhurst
Pour les articles homonymes, voir Pankhurst.
Christabel Harriette Pankhurst, née le 22 septembre 1880 à Old Trafford, Trafford et morte le 13 février 1958 à Santa Monica, est une suffragette britannique, cofondatrice de la Women's Social and Political Union (WSPU).

## Biographie

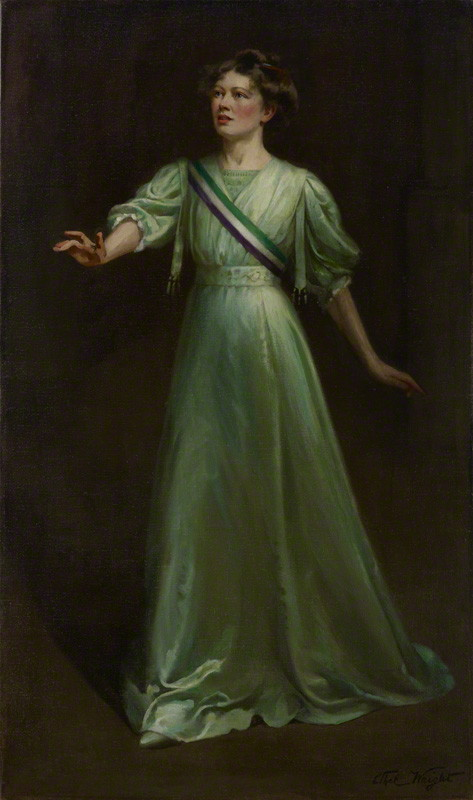
Christabel Pankhurst peinte par Ethel Wright.

Christabel Pankhurst naît à Old Trafford, Trafford en 1880, fille de l'avocat Richard Pankhurst, et de la militante suffragette Emmeline Pankhurst. Elle est l'aînée des trois filles du couple Pankhurst avec Sylvia et Adela.
Elle fait ses études secondaires au lycée de Southport puis à la Manchester High School for Girls comme ses deux sœurs. Elle est une danseuse accomplie, puis séjourne à Genève pour apprendre le français, mais revient à Manchester à la mort de son père, en 1898. Elle participe à la fondation de la WSPU aux côtés de sa mère en 1903. Son action en tant que suffragette l'amène, entre autres, à participer à une manifestation surprise dans un meeting du Parti libéral en 1905, afin de pointer du doigt la ligne du parti concernant le vote des femmes. Elle et Annie Kenney sont arrêtées à cette occasion pour trouble à l'ordre public et préfèrent la peine de prison à l'amende lors de leur procès. Leur action est médiatisée et permet de grossir significativement les rangs de la WSPU.

## Vie professionnelle et militantisme
En 1906, Christabel obtient un diplôme de droit à l'université de Manchester puis s'installe à Londres où elle devient un membre influent du bureau londonien de la WSPU. Elle est incarcérée à deux autres reprises, à la suite d'actions spectaculaires en 1907 au Parliament Square et en 1909 à Bow Street, à l'occasion du Rush Trial, ce qui lui vaut le surnom de « Queen of the Mob » (« La reine des foules »).
Elle vit ensuite à Paris de 1912 à 1913 pour échapper à l'instauration du Cat and Mouse Act, mais est contrainte de rentrer en Angleterre aux premiers signes annonciateurs de la Première Guerre mondiale. Elle est tout de suite arrêtée par les autorités et entame une grève de la faim qui lui permet d'être relâchée au bout d'un mois.
Elle s'implique beaucoup dans la phase « anti-homme » après l'échec des Conciliation Bills (en), appelant à la séparation des sexes. Elle publie notamment The Great Scourge and How to End It (Le Grand Fléau et la manière d'y mettre un terme), un livre sur les maladies vénériennes et la manière d'enrayer leur propagation par l'égalité homme-femme et notamment le droit de vote des femmes,.
Elle est faite dame commandeur de l'Empire britannique (DBE) en 1936 et passe ses dernières années à Santa Monica, en Californie, où elle meurt le 13 février 1958. Elle est inhumée au cimetière de Woodlawn.